# Зверев, Александр Михайлович
Алекса́ндр Миха́йлович Зве́рев (род. 22 июня 1962, Сочи, Краснодарский край, РСФСР, СССР) — советский теннисист, впоследствии — тренер. Отец немецких теннисистов Миши Зверева и Александра Зверева, муж советской теннисистки Ирины Зверевой (Фатеевой).

## Биография
Был учеником Л. С. Мадельяна. Известен выступлениями за сборную СССР в Кубке Дэвиса. В одиночном разряде выиграл 12 матчей из 26, в парном — 6 из 10. Наивысшее достижение — участие в первом круге Мировой группы в 1982, 1985, 1986 годах. Чемпион Европы в одиночном (1982) и мужском парном (1983) разряде. Победитель международных турниров в Сочи (1980), Греции (1980), Юрмале (1982), Болгарии (1982), Москве (Зимний международный турнир, 1984), ФРГ (1984). Чемпион игр «Дружба-84» в одиночном разряде и серебряный призёр в парном разряде (с Сергеем Леонюком).
Заслуженный мастер спорта СССР (1991). Трёхкратный победитель чемпионатов СССР в одиночном (1979, 1981, 1984) и четырёхкратный — в мужском парном разряде (1983, 1985, 1986 — с Сергеем Леонюком, 1988 — с Владимиром Габричидзе). Дважды (в 1982 и 1984 годах) возглавлял рейтинг сильнейших теннисистов СССР.
В 1988—1991 годах — тренер команды мастеров ЦСКА. 
В 1991—1995 годах — тренер теннисного клуба Мёльна (Германия). 
С 1995 года — тренер в теннисном клубе Гамбурга.
Его сыновья Миша и Александр выступают за Германию.